# 克丽丝蒂·诺姆
克丽丝蒂·琳恩·阿諾德·诺姆（英語：Kristi Lynn Arnold Noem，/noʊm/；1971年11月30日—），是一名美国共和党籍政治人物，現任美國國土安全部長，2019年至2025年間担任南达科他州第33任州长，亦是該州首位女性州长。她曾在2011年至2019年间担任南达科他州单一国会选区的众议员，2007年至2011年担任南达科他州众议院议员。

## 早年生活和教育
克丽丝蒂·诺姆出生于南达科他州沃特敦，与兄弟姐妹一起在哈姆林县农村的家庭牧场和农场长大。她有挪威血统。诺姆于1990年毕业于哈姆林高中，并获得了南达科他州雪之女王（South Dakota Snow Queen）的称号。 她认为自己的经验可以帮助她提高公开演讲和宣传技巧。高中毕业后，她就读于北方州立大学。 她在20岁时与布里恩·诺姆（Bryon Noem）结婚。
22岁时，诺姆在父亲死于一场农机事故后离开了大学，帮助经营她家的牧场。诺姆在这片土地上增加了一个狩猎小屋和一家餐馆，她的所有兄弟姐妹都搬回来帮助扩大业务。
在她父亲去世后，诺姆停止全日制大学学习，但之后在马蒂山学院沃特敦校区和南达科他州立大学上课，并在南达科他大学在线学习课程。
当选国会议员后，诺姆继续她的教育，参加在线课程。华盛顿邮报称她是国会山“最有影响力的实习生”，因为她从国会议员的职位上获得了大学实习生学分。2012年，她获得了南达科他州立大学政治学学士学位。

## 南达科他州众议员
2006年，诺姆在南达科他州众议院选举中赢得了第6选区（包括比德尔县、克拉克县、科丁顿县 、哈姆林县和金斯伯里县的部分地区，不包括沃特敦）。2006年，她以39％的选票获胜。2008年，她以41％的选票再次当选。
诺姆从2007年到2010年任职四年，曾担任过多数党领袖助理。在2009年和2010年，她发起将南达科他州的义务教育年龄降低到16岁的法案，在此之前的2008年这一年龄被提高到了18岁，而她认为直到18岁仍需要上学并不能提高毕业率。高年龄的支持者认为，此举会提高毕业率，并激励那些原本会辍学的学生。
她曾在州事务委员会和税收委员会任职。

## 美国国会众议员

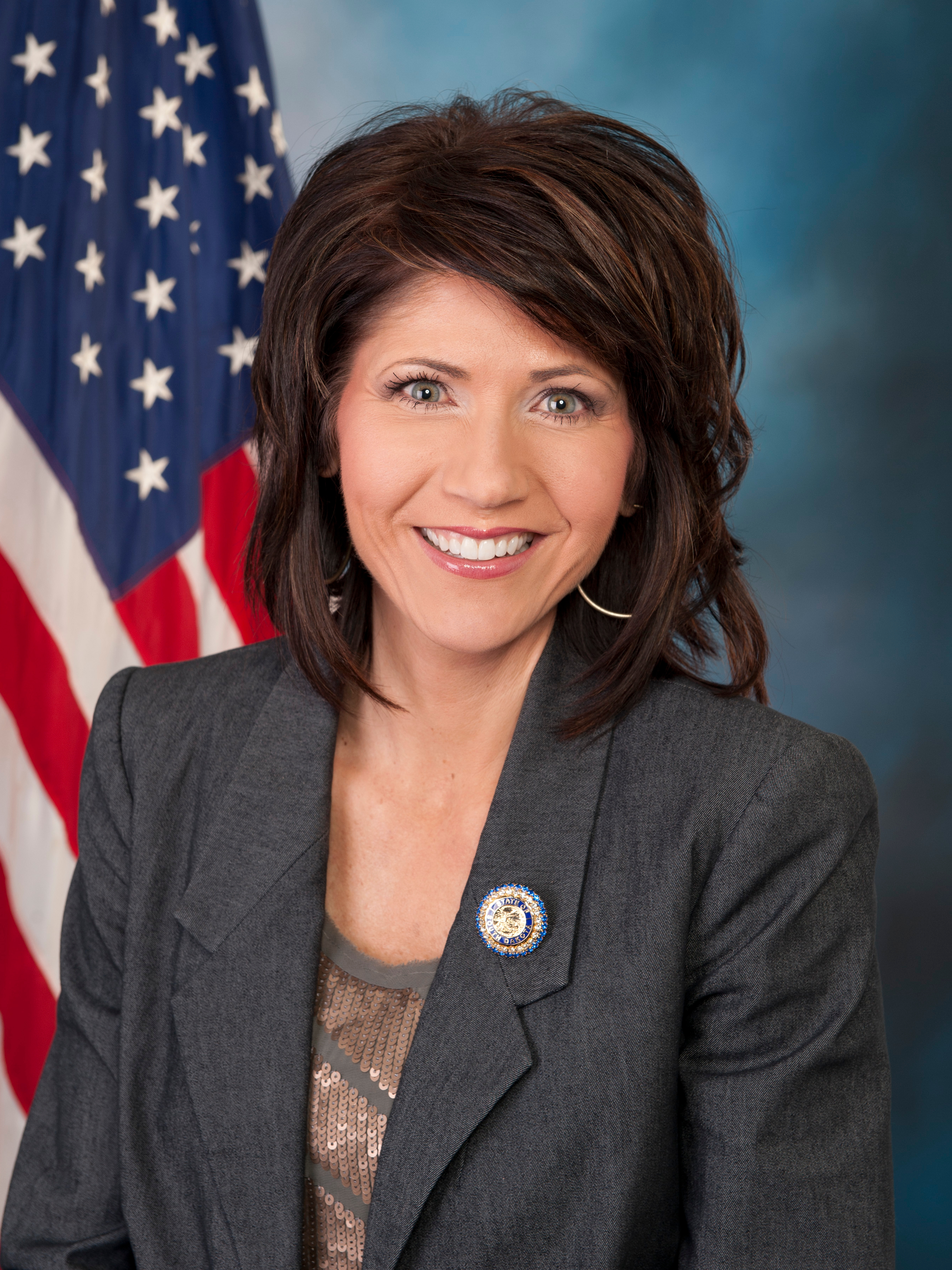
众议员時期的诺姆（2011年）

### 任期
诺姆是第四位在国会代表南达科他州的女性。她和南卡罗来纳州的新任参议员蒂姆·斯科特由2011年众议院共和党87名新任议员以口头表决方式当选为众议院共和党领导层的联络人，从而使诺姆成为众议院共和党领导层的第二位女性成员。国会山报称，她的职责是推动领导层大幅削减联邦政府开支，并帮助议长约翰·博纳管理新任议员的期望值
。2011年3月，德克萨斯州共和党众议员皮特·赛轩在2012年竞选期间提名诺姆为共和党众议院全国委员会的12名地区主任之一

#### 人口贩卖
诺姆促进了打击人口贩卖和性奴役的立法。

#### 医疗保健
诺姆反对《患者保护与平价医疗法案》（奥巴马医改），并投票废除该法案。由于试图废除该法案未获成功，她试图废除该法案的同时保留《印第安医疗保健改善法案》（Indian Health Care Improvement Act），允许父母将其子女的健康保险计划保留到20多岁的条款以及高风险池之类的措施。诺姆希望在联邦法律中增加的新条款包括限制医疗事故诉讼，允许患者从其他州购买医疗保险计划。她支持共和党预算委员会主席保罗·莱恩提出的削减联邦医疗补助资金的提议，这将使南达科他州的福利医疗补助对象减少55%。

#### 社会问题
诺姆反对堕胎。她得到了反堕胎组织Susan B. Anthony List的支持，她在当选后表示，她希望在2018年6月保持她从SBA List获得的100%反堕胎投票记录。

#### 能源与环境

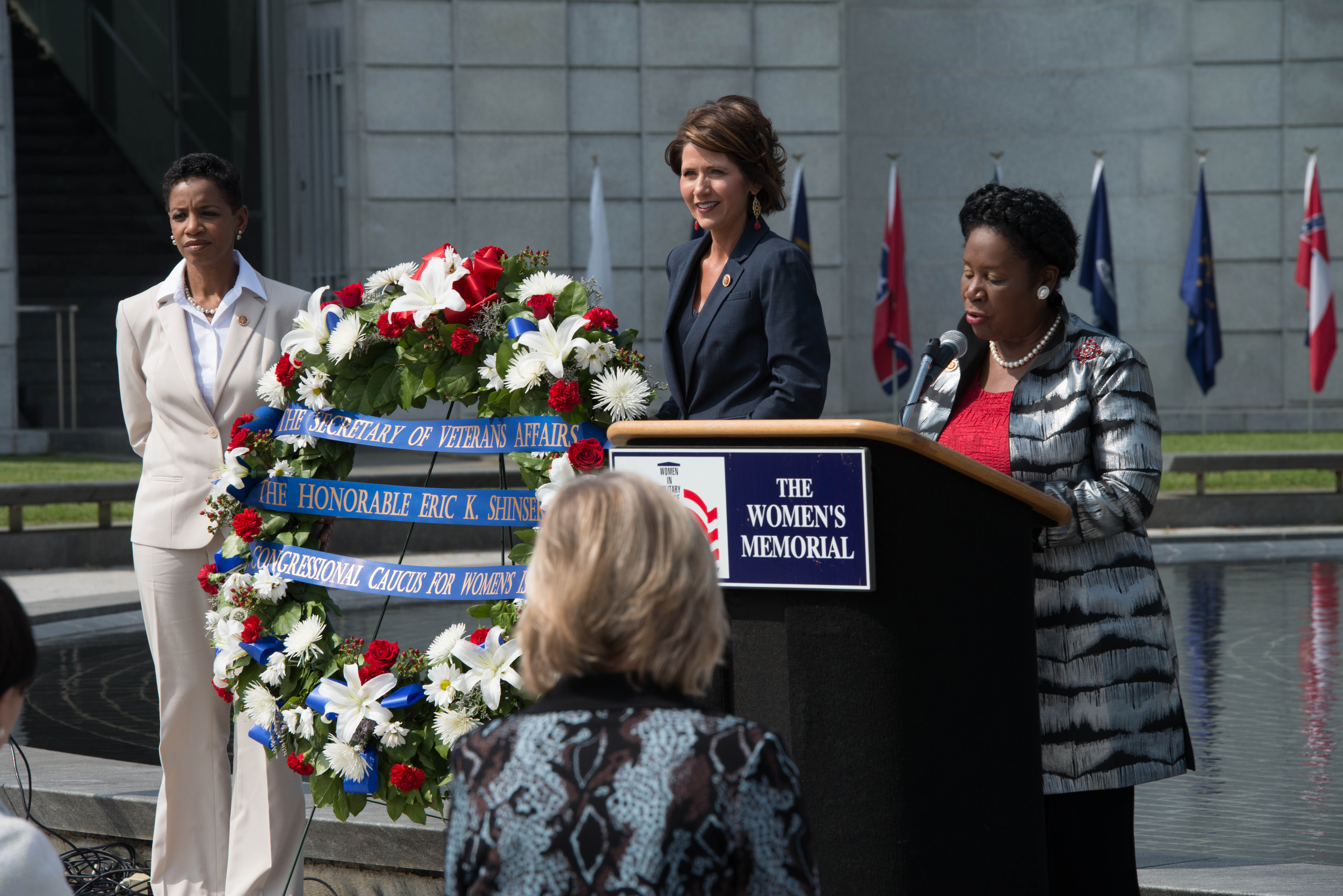
2013年5月，美国众议员诺姆（中）与美国众议员丹娜·爱德华兹和希拉·杰克逊·李在美国服役妇女纪念馆

诺姆说，美国必须结束对外国石油的依赖。为了实现这一目标，她说，国会应该鼓励保护现有资源，她支持继续向本州提供乙醇补贴 ，并反对终止联邦对石油公司的补贴。
诺姆支持拱心石XL输油管道，并在参议院投票否决了国会通过该管道的法案后，承诺将继续致力于该管道的建设。2014年11月14日，她帮助众议院通过了该法案。
诺姆反对南达科他州国会参议员提姆·约翰逊提出的一项法案，该法案将48,000英亩（190平方公里）的水牛沟国家草原指定为受保护的荒野。她支持目前将这片土地指定为国家草原。她指出，土地已经被管理为类似于荒野的无路区域，并指出将土地指定为荒野将进一步限制承租人获得土地并危及放牧权。
诺姆支持近海石油开采。她共同发起了三项法案，她认为，终止2010年美国在墨西哥湾的深水钻井暂停令，以及在墨西哥湾和弗吉尼亚海岸附近重新开放石油租赁销售将减少美国对外国石油的依赖。2011年，她发起了一项措施，以阻止美国国家环境保护局对粗颗粒物实行更严格的空气污染标准。

#### 外交
诺姆支持北约领导的军事干预2011年利比亚内战，但质疑美国干预是为了保护平民，还是试图赶走时任领导人卡扎菲。同年3月，她呼吁奥巴马总统提供更多关于美国在冲突中所扮演角色的信息，并称奥巴马的声明含糊和模棱两可。

#### 筹款
自当选以来，诺姆筹集的捐款包括56%的个人捐款和44%的政治行动委员会捐款。2011年3月8日，她宣布成立一个领导政治行动委员会——克丽丝蒂政治行动委员会（KRISTI PAC），并表示她将利用PAC支付费用以及支持其他共和党候选人。南达科他州前副州长史蒂夫·柯比是其财务主管。
诺姆是2011年第一季度共和党新人在PAC筹款活动中的佼佼者，她从PACs筹集了16.9万美元，并主持了至少10次华盛顿筹款活动。她表示，她没有加入众议院茶党核心小组的计划。

#### 移民和难民
诺姆支持特朗普总统2017年的行政命令，该命令将美国难民计划暂停120天，并禁止7个穆斯林占多数的国家的国民前往美国90天。她说，她支持临时禁止接受来自“恐怖分子控制”地区的难民，但没有说明她是否支持该命令的其他方面，这项命令可能导致合法的美国居民，如绿卡持有者和具有双重国籍的人在重新入境时被拘留。

## 南达科他州州长

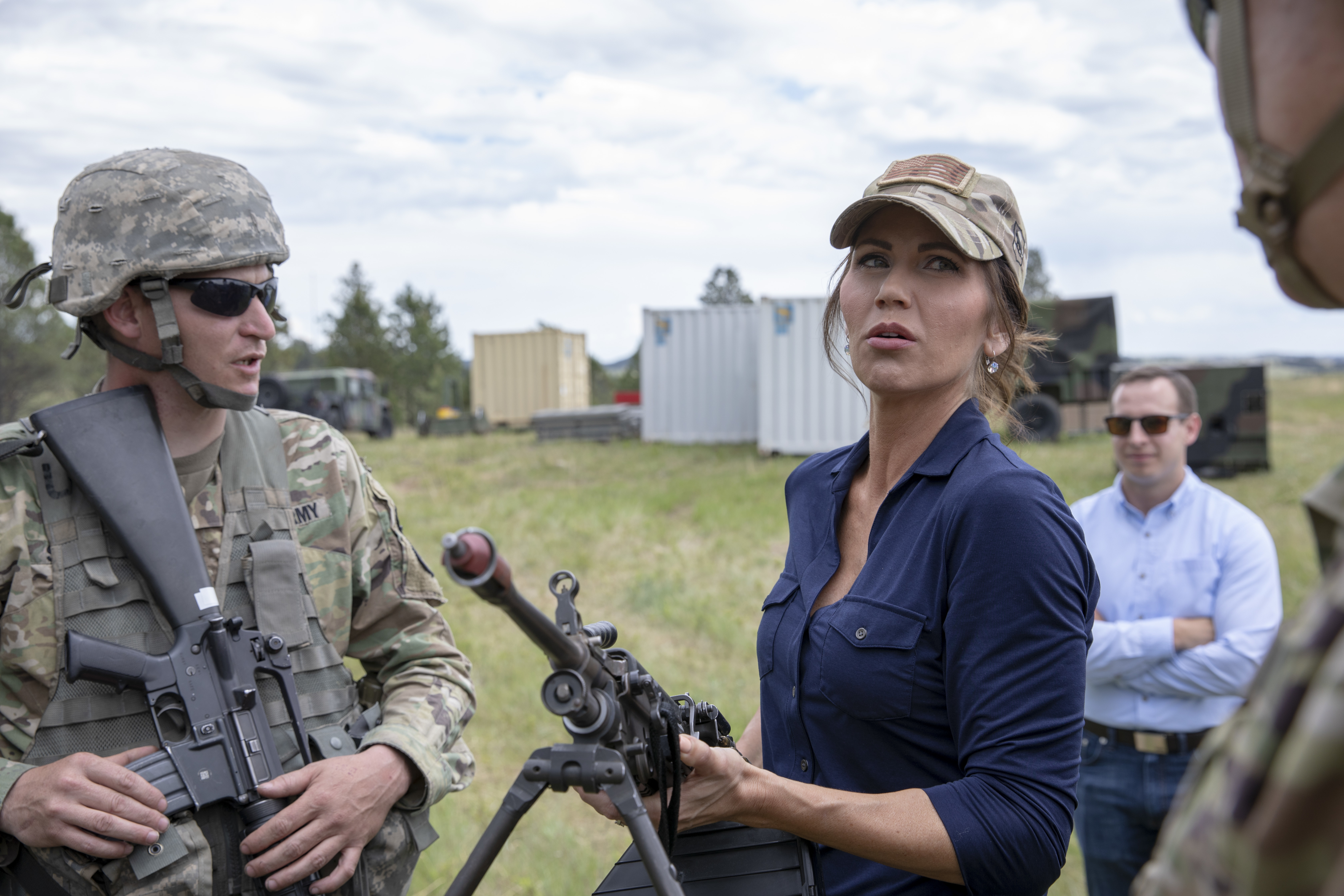
諾姆和美軍（2019年）

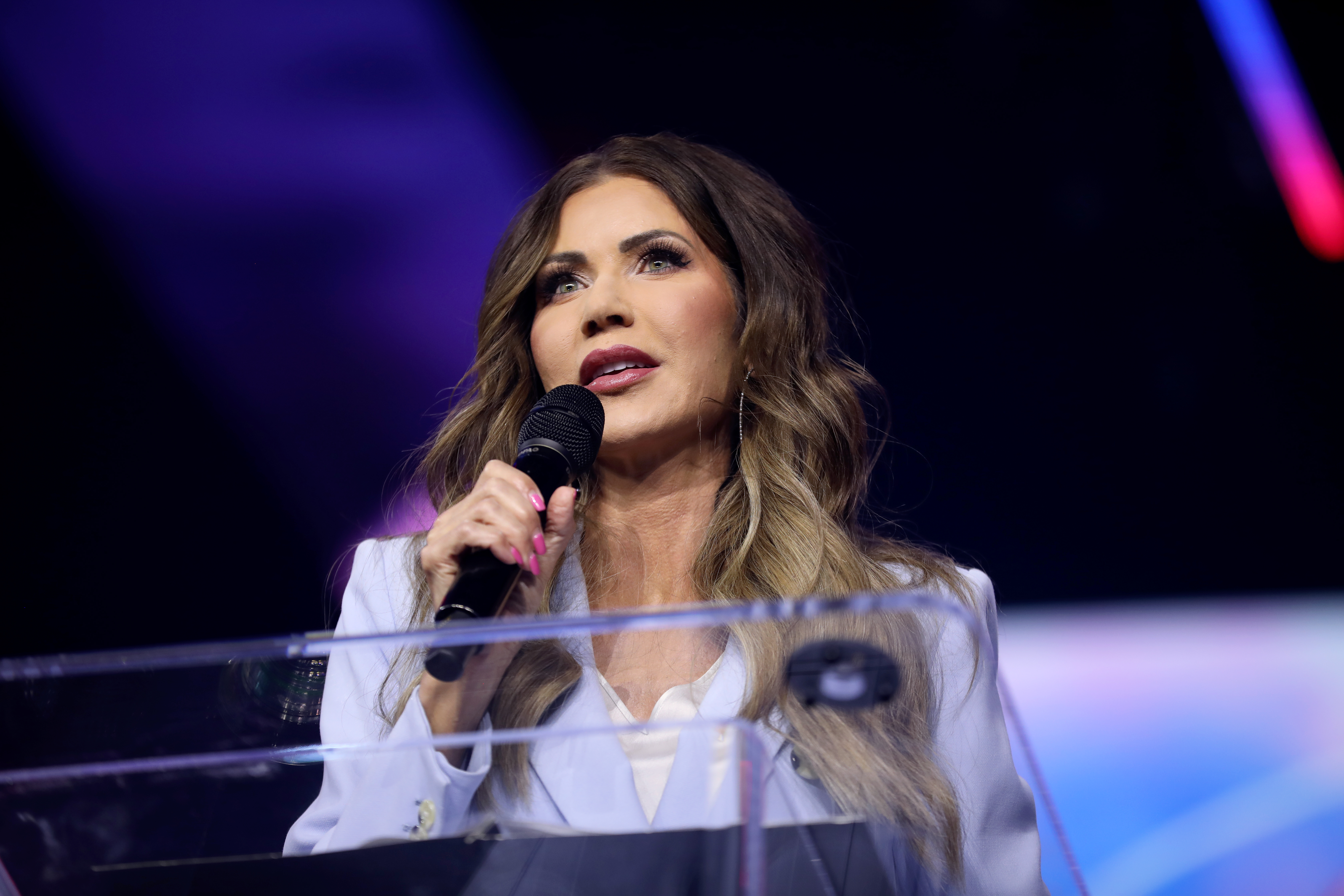
2024年的諾姆

### 2018年选举
2016年11月14日，诺姆宣布，她不会寻求连任国会议员，而是在2018年竞选州长。她在6月5日的初选中以56%对44%的优势击败现任南达科他州司法部长马蒂·杰克利，并在大选中以51%比47.6%击败民主党提名人比利·萨顿。

### 任期
诺姆于2019年1月5日宣誓就任南达科他州州长。她是南达科他州历史上首位担任这一职务的女性。

#### 隐蔽携带
2019年1月31日，诺姆签署了一项法案，废除了隐蔽携带手枪的许可要求。

#### 婚姻
作为家庭优先倡议的一部分，诺姆承诺保护宗教自由和传统婚姻。她将婚姻描述为“上帝赐予的一男一女的结合”，并将最高法院的判决称为试图让那些戴着传统腰带的人保持沉默。諾姆亦反對同性婚姻。

#### 堕胎
2019年3月20日，诺姆签署了一项法案，要求南达科他州的州立大学促进和保护知识多样性，同一天，她签署了几项限制堕胎的法案。诺姆说，这些法案将“打击南达科他州的堕胎提供者”，要求堕胎者在结束妊娠前必须签署州表格。她还说，“强大而不断发展的医学研究提供了证据，证明未出生的婴儿可以在子宫里感觉、思考和识别声音。他们都是人，必须给予他们与其他人同样的基本尊严。”

#### 贸易
2019年2月，诺姆称特朗普政府的贸易战摧毁了南达科他州经济，尤其是农业部门。

#### “冰毒，我们来了”活动
2019年11月18日，诺姆发布了一个名为“Meth, We're On It”的新的戒毒宣传活动。这场运动受到了广泛的嘲笑，诺姆也因为使用明尼苏达州的一家公司而受到批评。

#### COVID-19
在南达科他州COVID-19大流行期间，诺姆采取了一种不干涉的方法。截至2020年4月14日，她是七位尚未发布全州居家令的州长之一。她强调了她所在州在评估羟氯喹，一种抗疟药在治疗COVID-19方面的作用，而之后的部分研究表明其无效。美国总统特朗普曾经大力推广了这种药物。
7月3日，在拉什莫尔山，特朗普参加了一个活动，诺姆没有要求社交距离或戴口罩。诺姆对有关口罩在减缓SARS-CoV-2传播中的作用表示怀疑。诺姆在为自己对口罩的看法解释时，引用了一个保守的医学组织——美国内科和外科医生协会的主张，该组织因反对COVID-19大流行封锁而闻名。

#### 中国
諾姆稱中國是美國的「敵人」，在2023年接受福克斯新闻采访时，她声称中国有“一个2000年的计划”来摧毁美国。2022年12月，她發布了一項行政命令，禁止在國有設備上使用TikTok，稱「中國共產黨利用在TikTok上收集的資訊來操縱美國人民，並從訪問該平台的設備上收集數據」。
2023年5月，她簽署了一項行政命令，禁止在國有設備上下載或使用任何應用程式或訪問中國騰訊公司旗下的任何網站，包括微信等應用程式。2024年3月，她簽署了一項法案，禁止六個國家（中國、古巴、伊朗、北韓、俄羅斯和委內瑞拉）的政府以及這些國家的實體在南達科他州購買農業用地。

## 美国国土安全部长

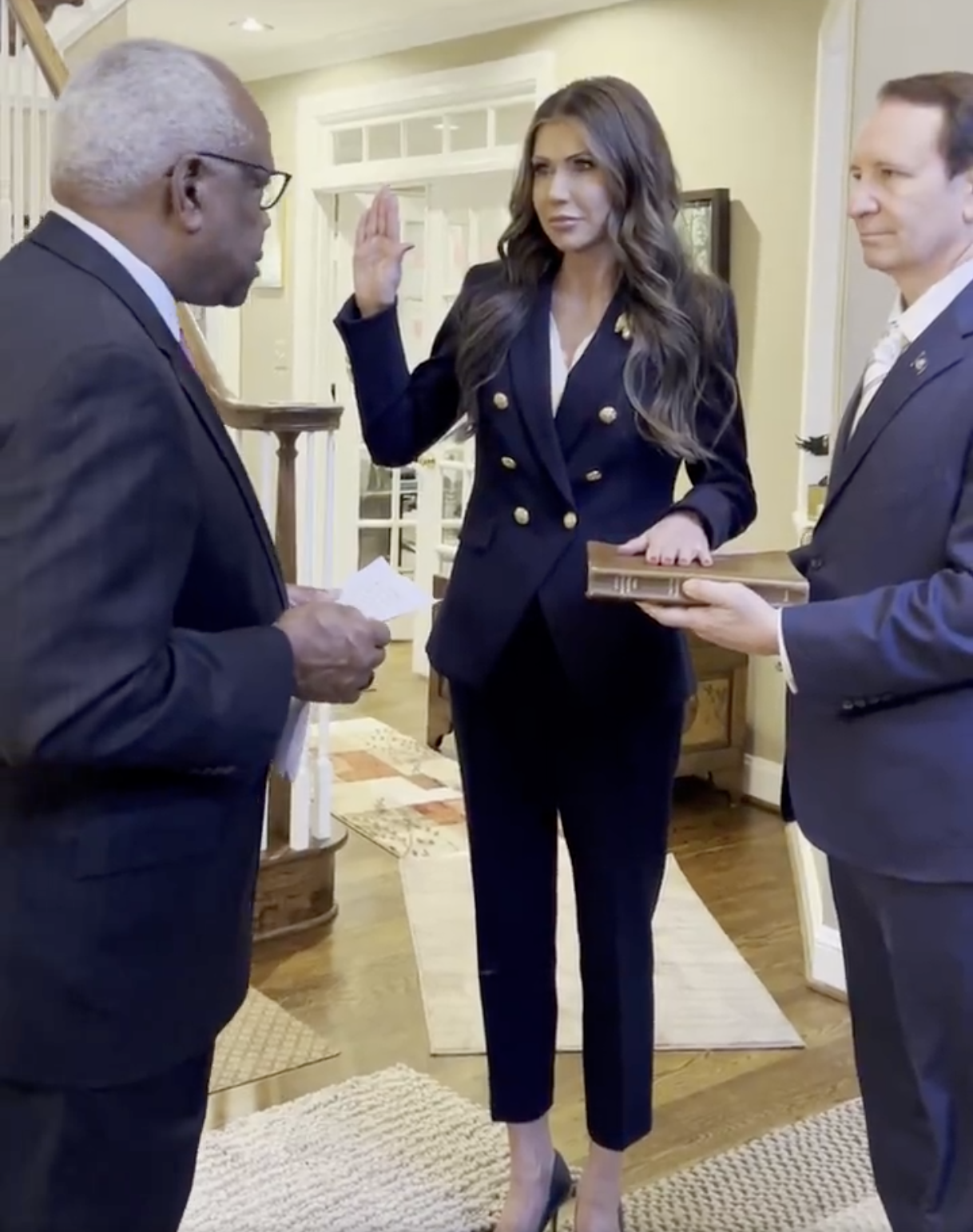
諾姆在最高法院大法官克拉倫斯·托馬斯監誓下正式上任國土安全部長

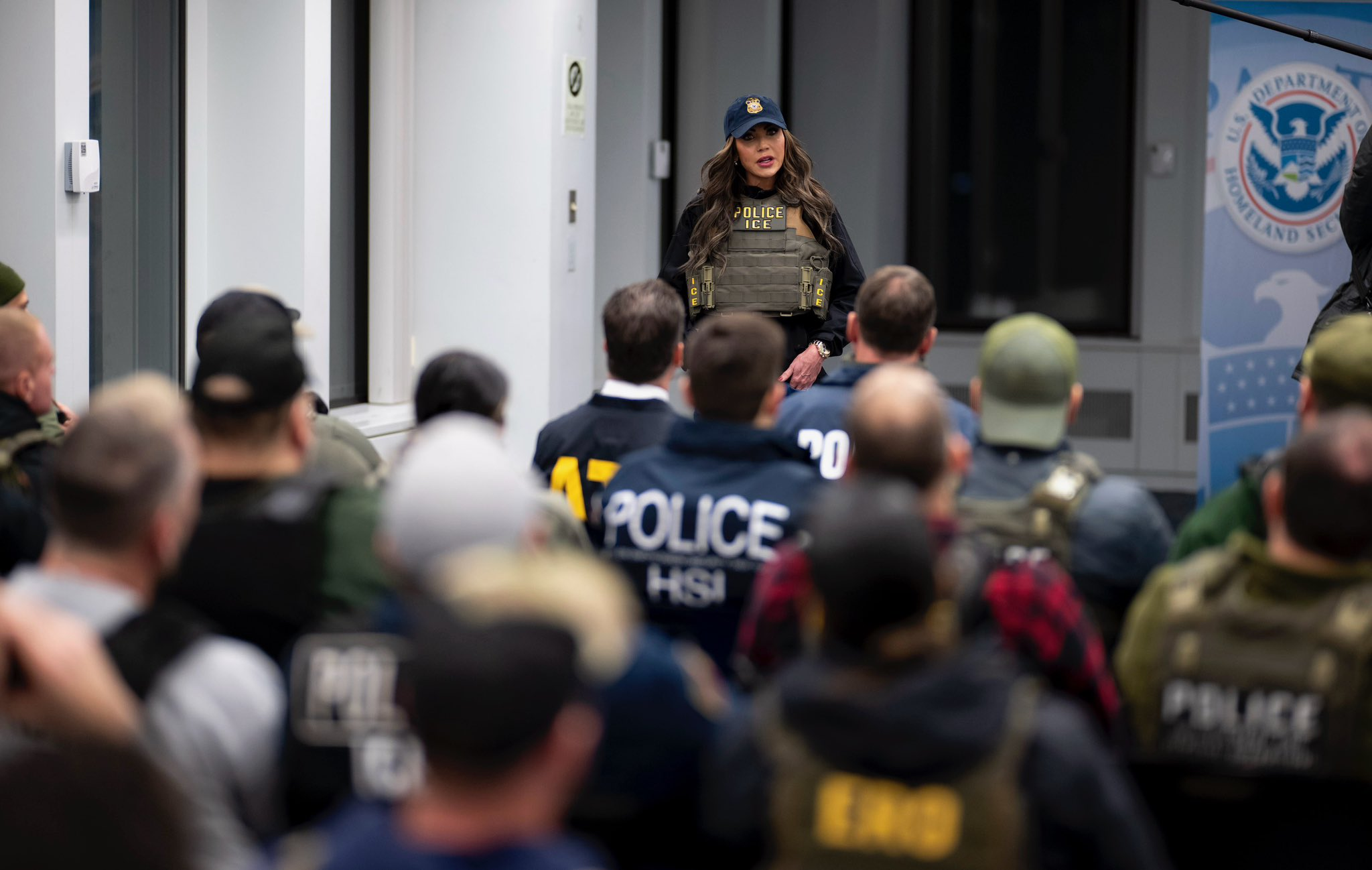
諾姆在ICE突襲非法移民期間與執法人員交談

2024年11月12日，美國當選總統唐納·川普宣布將提名諾姆在第二次特朗普內閣中擔任國土安全部長。2025年1月25日，参议院以59–34票數確認諾姆擔任国土安全部长，她於同日宣誓正式上任。
2025年1月28日凌晨，諾姆聯合ICE等多個聯邦執法機構，帶頭在紐約市進行針對非法移民的突襲行動。她的部門在X發布了影片，其中顯示了明顯的逮捕，後來證實嫌疑人因綁架、襲擊和入室盜竊罪名被拘留，並且科羅拉多州有未執行的逮捕令。

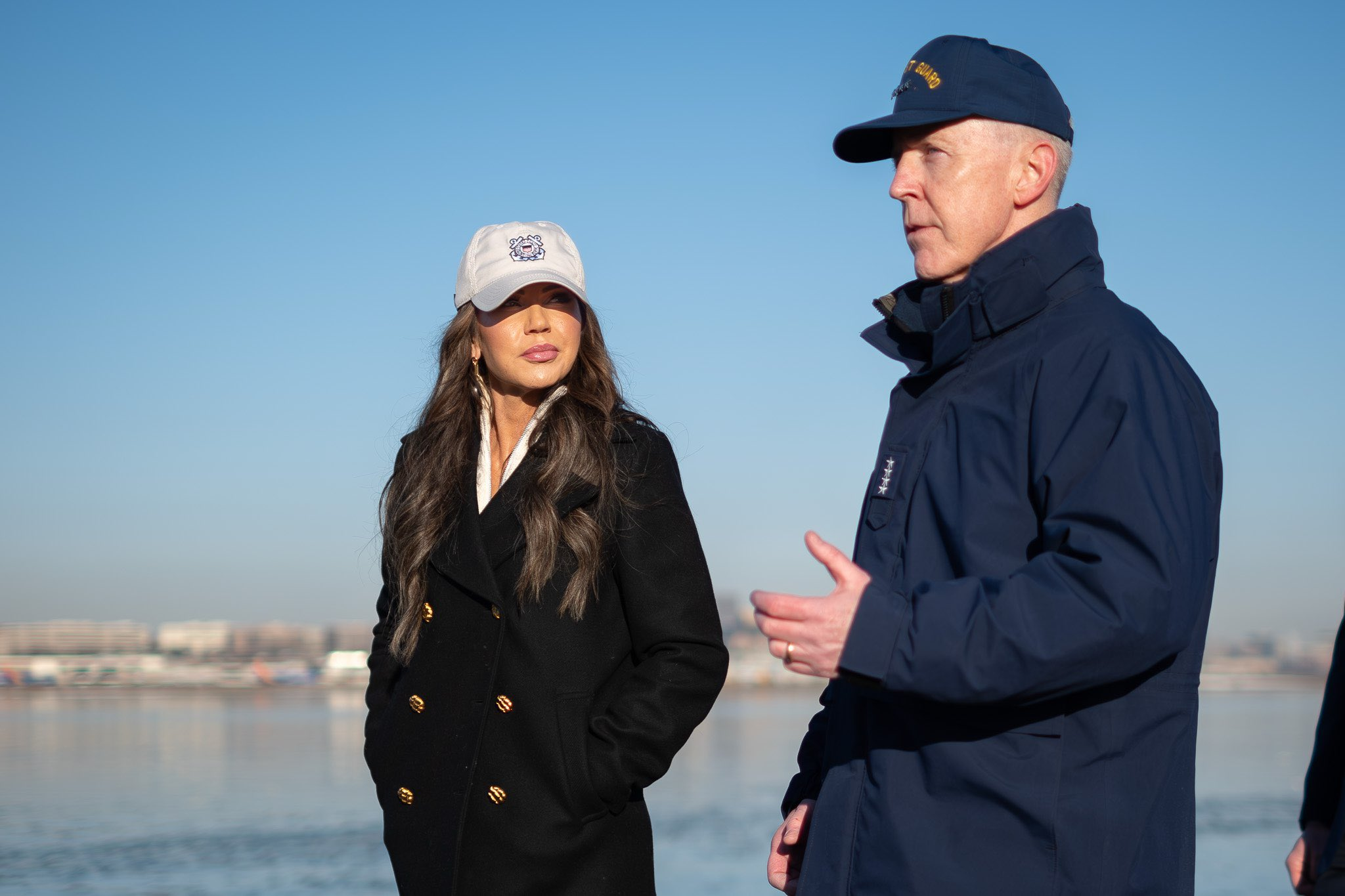
諾姆和代理美國海岸防衛隊司令凱文·倫迪監督相撞事故的救援工作（2025年1月30日）

2025年波托马克河撞机事件發生後，諾姆部署了“美國海岸警衛隊一切可用的資源進行搜救工作”，並在X上寫道，她“為受害者和第一響應者祈禱” 。事故發生後的第二天早上，她前往阿納卡斯提亞—博林聯合軍事基地監督打撈工作，並從水上視察墜機現場。
諾姆上任後採取的首批舉措之一，就是撤銷對約60萬逃離尼古拉斯·馬杜羅獨裁社會主義政權的委內瑞拉人在美國為期18個月的臨時保護身份。

## 个人生活
诺姆和她的丈夫以及三个孩子住在卡斯尔伍德附近的拉科塔山谷牧场（Racota Valley Ranch）上。
诺姆已经收到26张交通罚单，包括1989年至2010年的20张超速罚单，违反停车标志和安全带的规定，无驾驶执照，未出庭和两项逮捕令。她说：“我不为自己的驾驶记录感到骄傲，但我一直在努力为年轻人和年轻驾驶员树立一个更好的榜样。”她已经接受了罚款在内的处罚。
2025年4月20日晚，诺姆在华盛顿特区一家餐厅内用餐时手提包被盗。根据美国有线电视新闻网（CNN）首席执法和情报分析师约翰·米勒的披露，特勤局与华盛顿特区警察局通过监控录像发现，当晚7时52分，一名戴医用口罩的白人男子进入餐厅，从诺姆座位附近盗走其手提包后迅速离开。该包价值约4400美元，内含3000美元现金、路易威登钱包、国土安全部出入证、公寓钥匙、护照、空白支票及其他个人物品。国土安全部发言人称，诺姆起初误以为小偷是自己的孙子。据消息人士透露，事发时至少有两名特勤局便衣人员在餐厅吧台值勤，位置在诺姆座位与餐厅前门之间。该人士还指出，案发时餐厅并不拥挤。《纽约时报》援引一名执法官员称，诺姆配有“全天候保安人员”。2025年4月28日，案件嫌疑人马里奥·布斯塔曼特·莱瓦（Mario Bustamante Leiva）被联邦检察官指控犯有电信诈骗、严重身份盗窃和抢劫罪。